# ジェミニ7号
ジェミニ7号（英語：Gemini 7）はアメリカ合衆国の有人宇宙飛行であるジェミニ計画で打ち上げられた宇宙船およびその宇宙飛行計画。ジェミニ宇宙船としては6番目のものであり、1965年12月4日に打ち上げられた。

## 概要
ジェミニ7号の主目的は、月飛行計画のための14日間に渡る長期宇宙滞在を実施することにあった。1965年10月にジェミニ6号を打ち上げる計画があったが、ランデブー試験を行なう対象であったアジェナ標的機が1965年10月25日に打上げ失敗したために、7号の打上げが先となった。ジェミニ7号の打上げ後、11日目にジェミニ6-A号も打ち上げられ軌道上でランデブーを行なっている。ジェミニ7号の飛行時間はジェミニ5号の7日22時間を超え、13日18時間35分01秒に及び、これはそれまでの宇宙滞在記録を更新したのみならず、1970年代のスカイラブ計画まで最長記録であり続けた。
ジェミニ7号はケープカナベラル空軍基地より1965年12月4日に打ち上げられた。宇宙船の軌道投入後、搭乗員は長時間の宇宙服着用が不快であったために、地上とのやり取りの末、宇宙服を脱ぐことにしている。周回31周目には潜水艦ベンジャミン・フランクリンがポラリス潜水艦発射弾道ミサイル(SLBM)を試験発射するのを軌道上から観測している。打上げ5日目には高度300kmの安定した円軌道に軌道変更している。

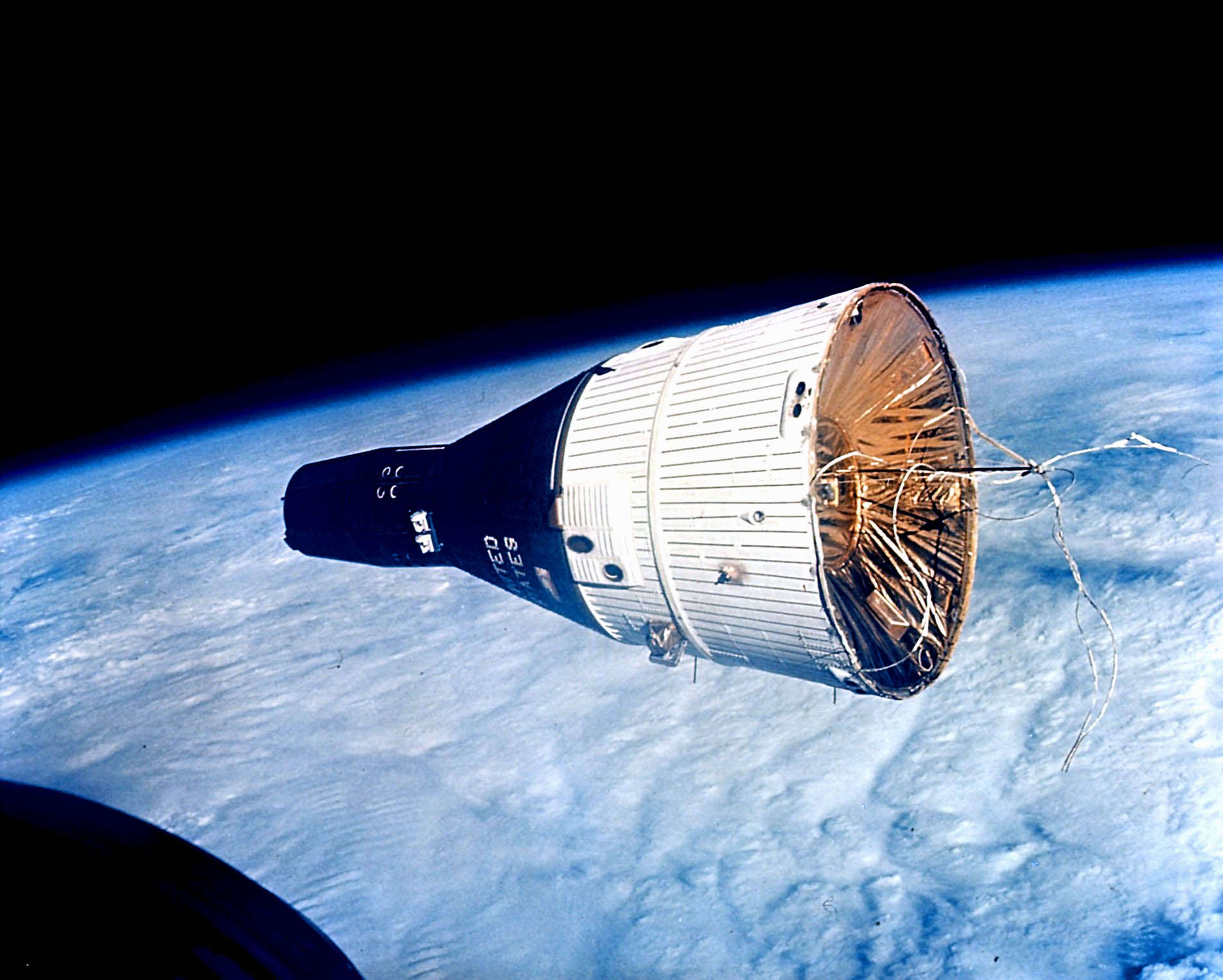
ジェミニ6-A号から見たジェミニ7号

ジェミニ6-A号が予定より遅れて12月15日に打ち上げられた。打上げロケットの排気煙はジェミニ7号からも観測されている。ジェミニ6-A号は近地点161km遠地点259kmの軌道に投入され、周回4周目までにランデブーする計画であった。打上げ94分後に、ジェミニ6-A号は軌道変更のための5km/secほどの加速を開始し、軌道高度を上げ、ジェミニ7号に追い付くコースをとった。3回の軌道修正により6-A号は近地点270km遠地点274kmの軌道に入った。この後、微修正を繰り返し、ジェミニ6-A号はジェミニ7号とのランデブーに成功した。最接近時は距離30cmまで近づいており、ランデブー状態を約270分継続している。ジェミニ6-A号はランデブー試験の成功の後、ジェミニ7号よりも先に12月16日に帰還している。
飛行11日目には、実験などもほとんど実施したため、搭乗員は読書などをして過ごしている。このころから、スラスターの不調や燃料電池の出力低下が報告され始めている。12月18日に大気圏再突入し、フロリダ半島沖の大西洋上に着水している。予定地点から11.8km離れたところであった。アメリカ国防総省もジェミニ7号の支援についており、人員10,125名と航空機125機、艦艇16隻が投入された。

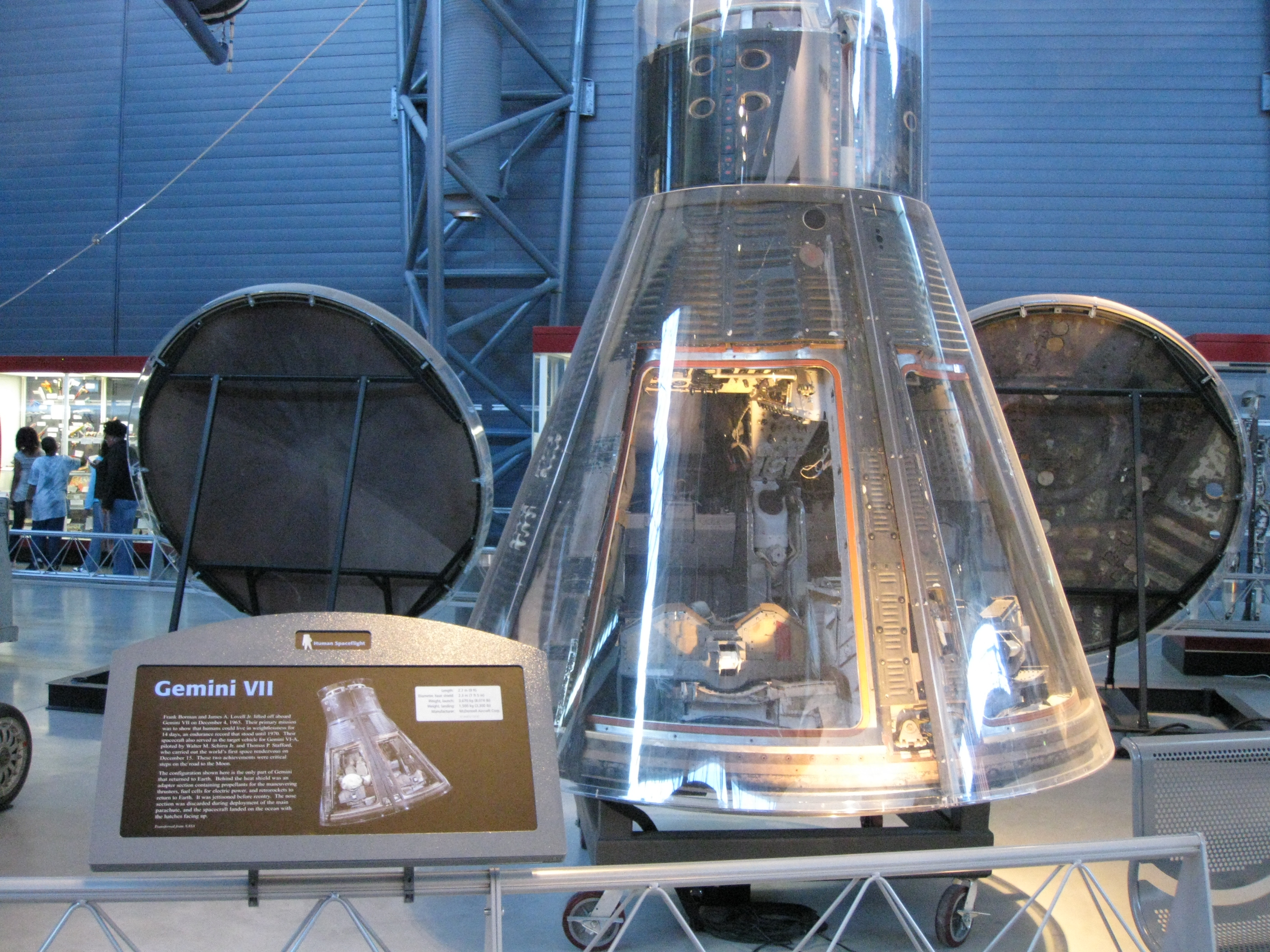
バージニア州のスティーヴン・F・ウドヴァー＝ヘイジー・センターに展示されているジェミニ7号

ジェミニ7号はバージニア州のスティーヴン・F・ウドヴァー＝ヘイジー・センターに保管展示されている。

## 搭乗員
- 船長：フランク・ボーマン
- パイロット：ジム・ラヴェル

### 予備搭乗員
- 船長：エドワード・ホワイト
- パイロット：マイケル・コリンズ (宇宙飛行士)

## エピソード
当時の宇宙船は船内スペースが限られていたためトイレはないのが普通で、本ミッションでも小便については吸引器が搭載されていたものの（ただし、実際には陰茎に取り付けるパイプ部分からの尿もれなどがしばしば発生していた）、大便の際は排便用のプラスチックバッグに用を足したあと（発酵によるガスの発生を防ぐため）防腐剤を入れてよくこね回し、倉庫に収納することになっていた。ところがこの飛行では、防腐剤が十分に混ざっていなかったあるバッグの便が発酵し、最終的に飛行7日目にガスの圧力でバッグが破れ、中身が船内に飛び散ってしまった。かといってミッションを中止して地球に帰還するわけにも行かず、後半の7日間は便の異臭が漂う中船内活動を継続する羽目になった。地球に帰還後、ラヴェルはメディアの質問に対し「君は、トイレの中で一週間過ごしたことがあるか」と返答したという。